# 野崎駅 (栃木県)
野崎駅（のざきえき）は、栃木県大田原市薄葉（うすば）にある、東日本旅客鉄道（JR東日本）東北本線の駅である。「宇都宮線」の愛称区間に含まれている。

## 概要

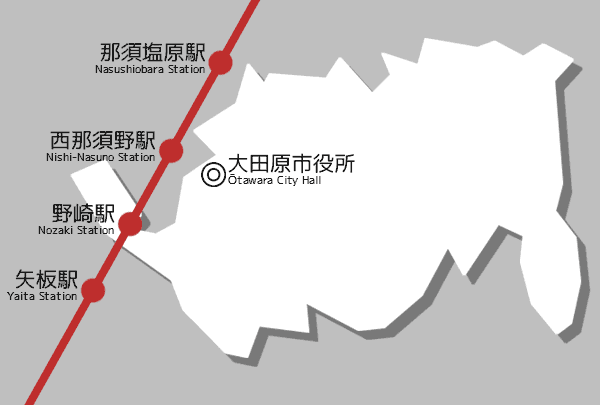
大田原市とその周辺の駅

大田原市に位置する唯一の駅であるが、大田原市の中でも那須塩原市と矢板市の市境に挟まれた、細長く突き出た地域に立地している。市中心街地からは離れており、隣の西那須野駅の方が中心部に近い。西日本旅客鉄道（JR西日本）片町線（学研都市線）に同名の駅（大阪府大東市）が存在するため、乗車券類には「（北）野崎」と印字される。

## 歴史
- 1896年（明治29年）：駅舎完成。
- 1897年（明治30年）2月25日：日本鉄道の駅として開業[2]。
- 1906年（明治39年）11月1日：鉄道国有法により国有化[2]。
- 1909年（明治42年）10月12日：線路名称制定により東北本線の所属となる。
- 1984年（昭和59年）2月1日：貨物および荷物扱い廃止[2]。
- 1987年（昭和62年）4月1日：国鉄分割民営化により、東日本旅客鉄道の駅となる[2]。
- 2004年（平成16年）10月16日：ICカードSuica供用開始[3]。
- 2008年（平成20年）
  - 1月26日：指定席券売機稼動開始。
  - 2月29日：みどりの窓口の営業が終了する。
- 2016年（平成28年）3月31日：1番線の嵩上げ工事が完了。
- 2017年（平成29年）3月31日：3番線の嵩上げ工事が完了。
- 2022年（令和4年）3月12日：ダイヤ改正により黒磯駅 - 宇都宮駅間の電車がE131系でのワンマン運転に統一され、グリーン車の営業（乗り入れ）が終了。

## 駅構造
単式ホーム1面1線と島式ホーム1面2線、計2面3線の地上駅であるが、2番線は架線撤去の上ホームにフェンスがされているため、事実上は単式ホーム2面2線である。改札・1番線ホームと3番線間は跨線橋を利用する。ホームは2016年度に嵩上げされた。
業務委託駅（JR東日本ステーションサービス委託、那須塩原駅管理）。簡易Suica改札機、指定席券売機、乗車駅証明書発行機が設置されている。ATOS対応の自動放送は導入されているが、発車標は駅舎内も含めて設置されていない。駅員は一定時間を除きいる。

### のりば
| 番線 | 路線                | 方向 | 行先                         |
| ---- | ------------------- | ---- | ---------------------------- |
| 1    | ■宇都宮線（東北線） | 下り | 那須塩原・黒磯・白河方面     |
| 3    | ■宇都宮線（東北線） | 上り | 宇都宮・大宮・上野・東京方面 |

（出典：JR東日本:駅構内図）
- 白河駅方面は黒磯駅で、大宮駅方面は宇都宮駅での乗り換えが必要。
- 2004年3月13日のダイヤ改正以降は湘南新宿ラインの列車が、2022年3月12日のダイヤ改正以降は上野方面（上野東京ライン）の列車は当駅に乗り入れなくなった。

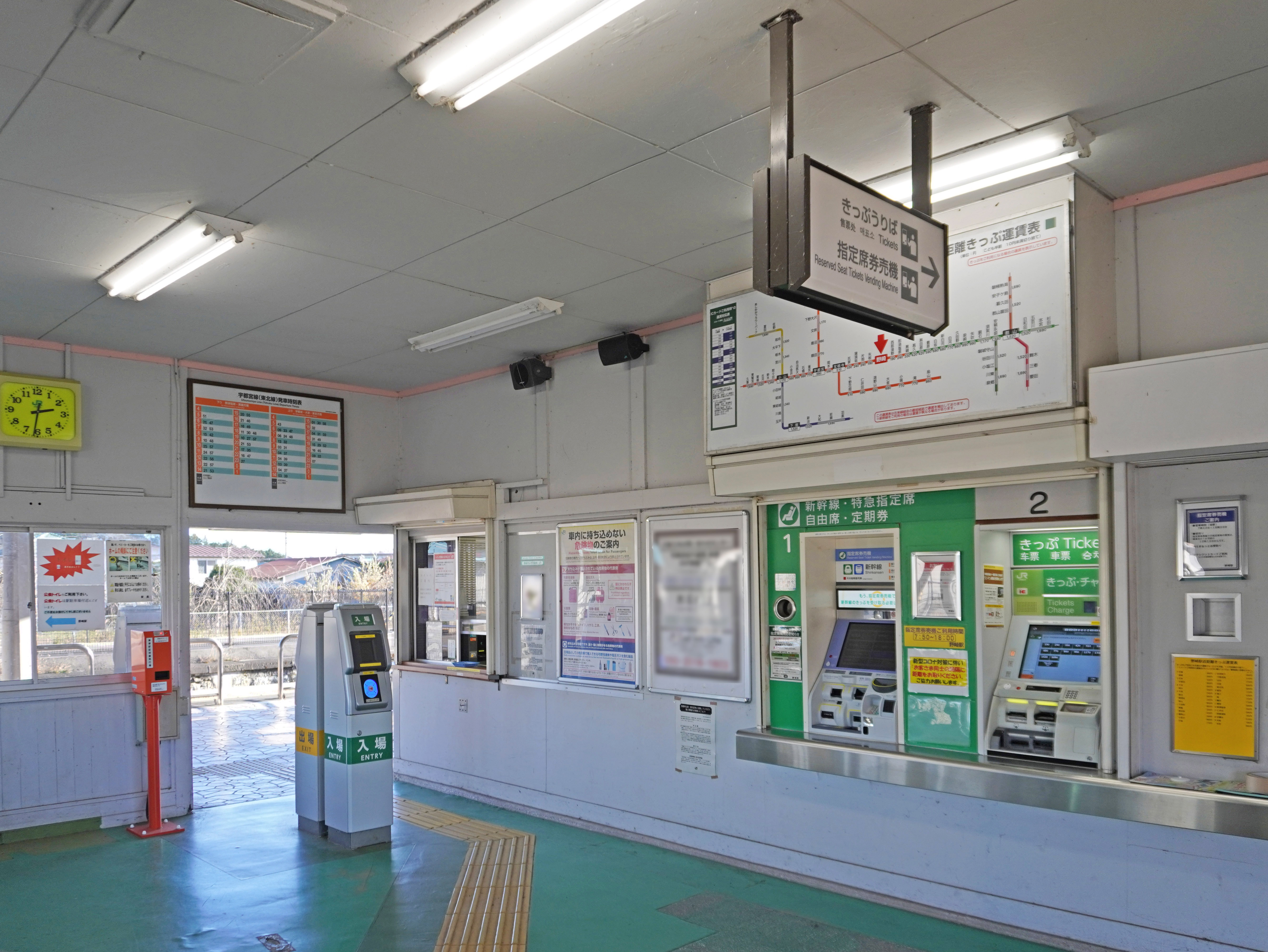
改札口（2022年11月）
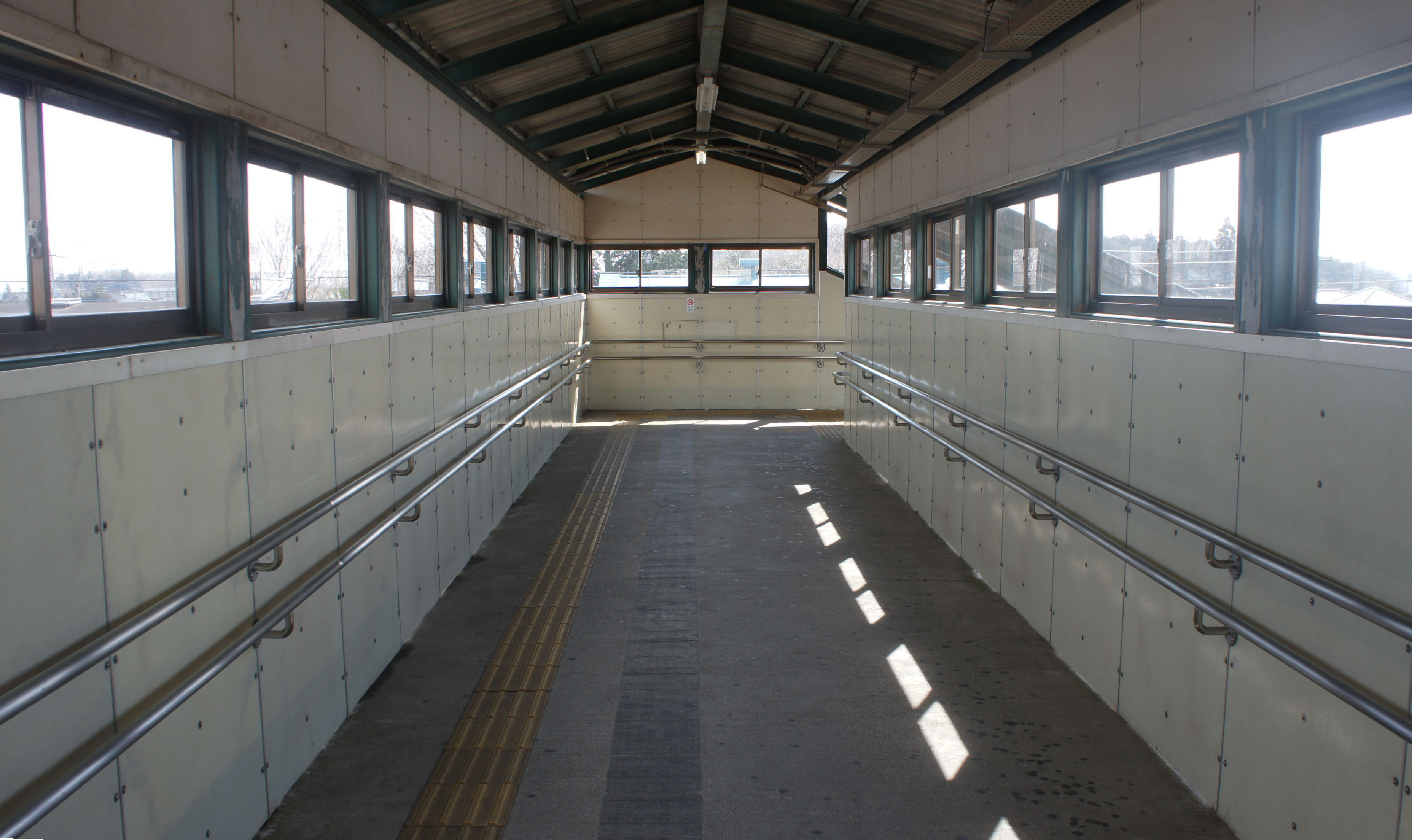
跨線橋（2019年3月）
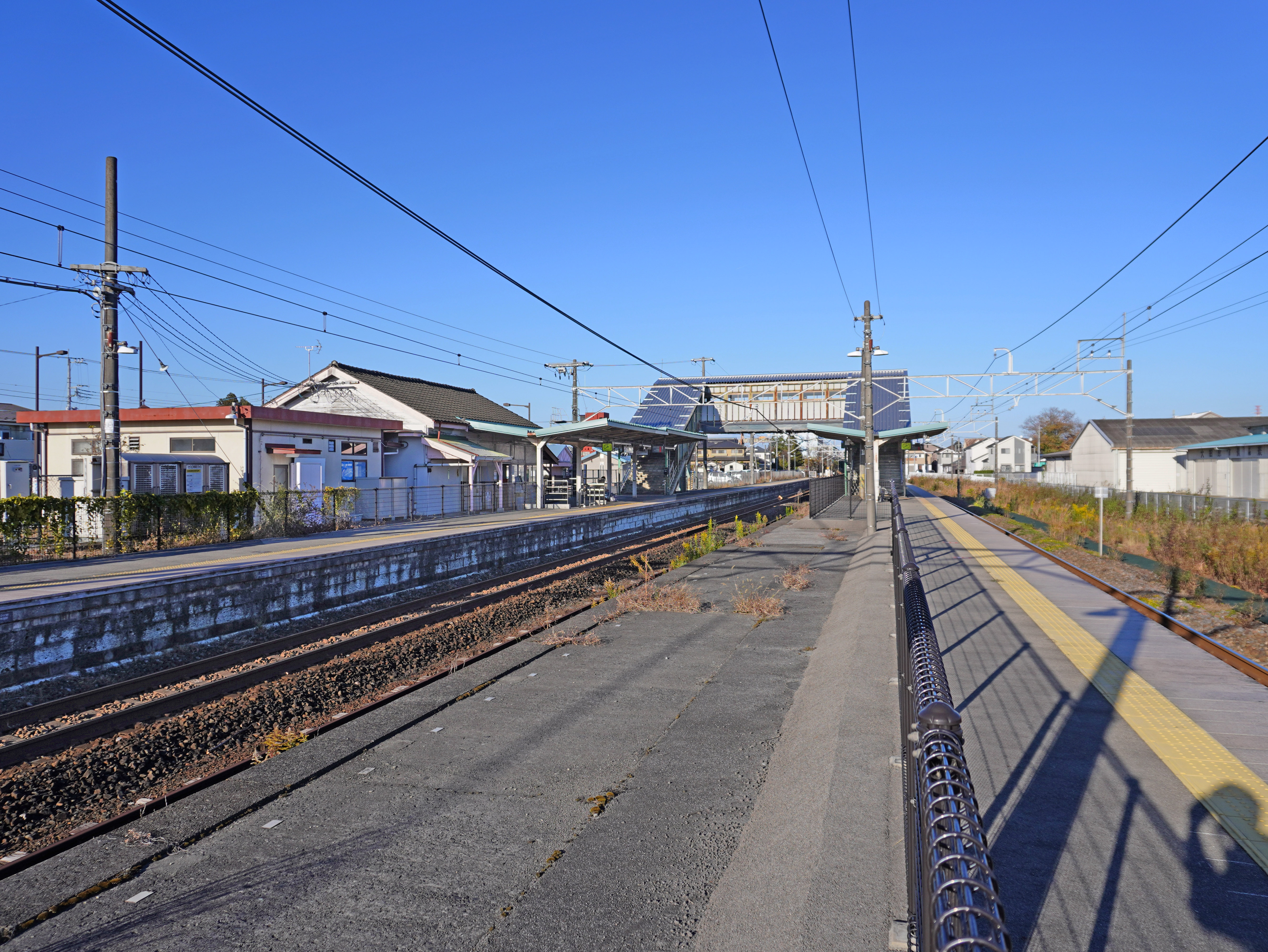
ホーム（2022年11月）
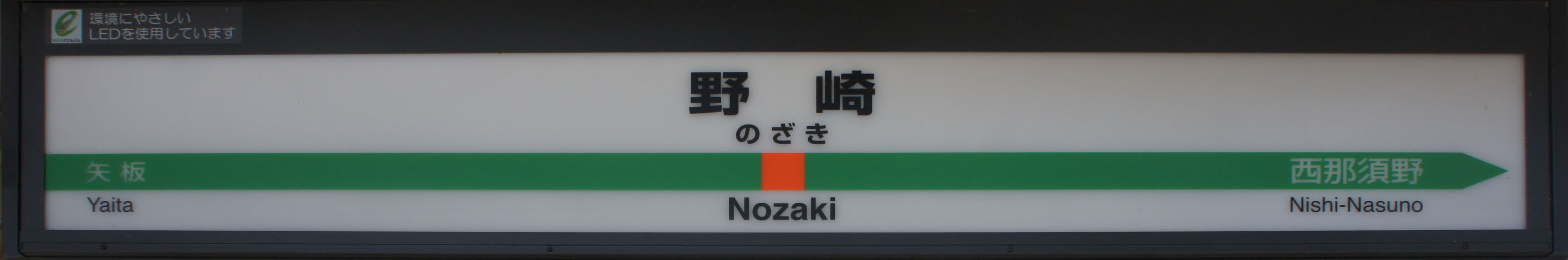
駅名標（2019年3月）

## 利用状況
JR東日本によると、2023年度（令和5年度）の1日平均乗車人員は1,167人である。
2000年度（平成12年度）以降の推移は以下のとおりである。
| 乗車人員推移       | 乗車人員推移     | 乗車人員推移    |
| 年度               | 1日平均 乗車人員 | 出典            |
| ------------------ | ---------------- | --------------- |
| 2000年（平成12年） | 921              | [ 利用客数 2 ]  |
| 2001年（平成13年） | 1,021            | [ 利用客数 3 ]  |
| 2002年（平成14年） | 1,112            | [ 利用客数 4 ]  |
| 2003年（平成15年） | 1,092            | [ 利用客数 5 ]  |
| 2004年（平成16年） | 1,111            | [ 利用客数 6 ]  |
| 2005年（平成17年） | 1,135            | [ 利用客数 7 ]  |
| 2006年（平成18年） | 1,177            | [ 利用客数 8 ]  |
| 2007年（平成19年） | 1,168            | [ 利用客数 9 ]  |
| 2008年（平成20年） | 1,168            | [ 利用客数 10 ] |
| 2009年（平成21年） | 1,231            | [ 利用客数 11 ] |
| 2010年（平成22年） | 1,264            | [ 利用客数 12 ] |
| 2011年（平成23年） | 1,260            | [ 利用客数 13 ] |
| 2012年（平成24年） | 1,277            | [ 利用客数 14 ] |
| 2013年（平成25年） | 1,335            | [ 利用客数 15 ] |
| 2014年（平成26年） | 1,223            | [ 利用客数 16 ] |
| 2015年（平成27年） | 1,244            | [ 利用客数 17 ] |
| 2016年（平成28年） | 1,199            | [ 利用客数 18 ] |
| 2017年（平成29年） | 1,242            | [ 利用客数 19 ] |
| 2018年（平成30年） | 1,274            | [ 利用客数 20 ] |
| 2019年（令和元年） | 1,306            | [ 利用客数 21 ] |
| 2020年（令和02年） | 1,032            | [ 利用客数 22 ] |
| 2021年（令和03年） | 1,057            | [ 利用客数 23 ] |
| 2022年（令和04年） | 1,108            | [ 利用客数 24 ] |
| 2023年（令和05年） | 1,167            | [ 利用客数 1 ]  |

## 駅周辺
- 大田原警察署野崎駐在所
- JAなすの野崎支所
- キヤノンメディカルシステムズ株式会社
- 国道4号（陸羽街道）
- 国道461号（日光北街道）
- 栃木県道192号滝沢野崎停車場線
- 栃木県道306号西那須野下石上線
- 大田原野崎郵便局
- 那須中央病院
- 金和崎岩（チョウゲンボウ繁殖地）
- 野崎工業団地
- 箒川
- 那須疏水第四分水（西堀）
- 栃木県道185号関谷上石上線

2006年（平成18年）に駅前の改修整備事業により、タクシー乗り場を含めロータリーが完成した。
野崎駅を含め、周辺にも「野崎」が付く施設等が多いが、これは1954年（昭和29年）12月31日まで存在した那須郡野崎村に由来している。

### バス路線
『野崎駅』停留所にて、大田原市営バスが運行する路線バスが発着する。発着系統は「野崎方面循環線」であり、大田原市役所や那須中央病院へと結ばれている。

## 隣の駅
東日本旅客鉄道（JR東日本）
■宇都宮線
矢板駅 - 野崎駅 - 西那須野駅

### 利用状況
1. 1 2  “各駅の乗車人員（2023年度）”.   東日本旅客鉄道. 2024年7月20日閲覧。
2. ↑  “各駅の乗車人員（2000年度）”.   東日本旅客鉄道. 2019年2月13日閲覧。
3. ↑  “各駅の乗車人員（2001年度）”.   東日本旅客鉄道. 2019年2月13日閲覧。
4. ↑  “各駅の乗車人員（2002年度）”.   東日本旅客鉄道. 2019年2月13日閲覧。
5. ↑  “各駅の乗車人員（2003年度）”.   東日本旅客鉄道. 2019年2月13日閲覧。
6. ↑  “各駅の乗車人員（2004年度）”.   東日本旅客鉄道. 2019年2月13日閲覧。
7. ↑  “各駅の乗車人員（2005年度）”.   東日本旅客鉄道. 2019年2月13日閲覧。
8. ↑  “各駅の乗車人員（2006年度）”.   東日本旅客鉄道. 2019年2月13日閲覧。
9. ↑  “各駅の乗車人員（2007年度）”.   東日本旅客鉄道. 2019年2月13日閲覧。
10. ↑  “各駅の乗車人員（2008年度）”.   東日本旅客鉄道. 2019年2月13日閲覧。
11. ↑  “各駅の乗車人員（2009年度）”.   東日本旅客鉄道. 2019年2月13日閲覧。
12. ↑  “各駅の乗車人員（2010年度）”.   東日本旅客鉄道. 2019年2月13日閲覧。
13. ↑  “各駅の乗車人員（2011年度）”.   東日本旅客鉄道. 2019年2月13日閲覧。
14. ↑  “各駅の乗車人員（2012年度）”.   東日本旅客鉄道. 2019年2月13日閲覧。
15. ↑  “各駅の乗車人員（2013年度）”.   東日本旅客鉄道. 2019年2月13日閲覧。
16. ↑  “各駅の乗車人員（2014年度）”.   東日本旅客鉄道. 2019年2月13日閲覧。
17. ↑  “各駅の乗車人員（2015年度）”.   東日本旅客鉄道. 2019年2月13日閲覧。
18. ↑  “各駅の乗車人員（2016年度）”.   東日本旅客鉄道. 2019年2月13日閲覧。
19. ↑  “各駅の乗車人員（2017年度）”.   東日本旅客鉄道. 2019年2月13日閲覧。
20. ↑  “各駅の乗車人員（2018年度）”.   東日本旅客鉄道. 2019年7月11日閲覧。
21. ↑  “各駅の乗車人員（2019年度）”.   東日本旅客鉄道. 2020年7月10日閲覧。
22. ↑  “各駅の乗車人員（2020年度）”.   東日本旅客鉄道. 2021年7月22日閲覧。
23. ↑  “各駅の乗車人員（2021年度）”.   東日本旅客鉄道. 2022年8月5日閲覧。
24. ↑  “各駅の乗車人員（2022年度）”.   東日本旅客鉄道. 2023年7月9日閲覧。